# Diagramme de composants

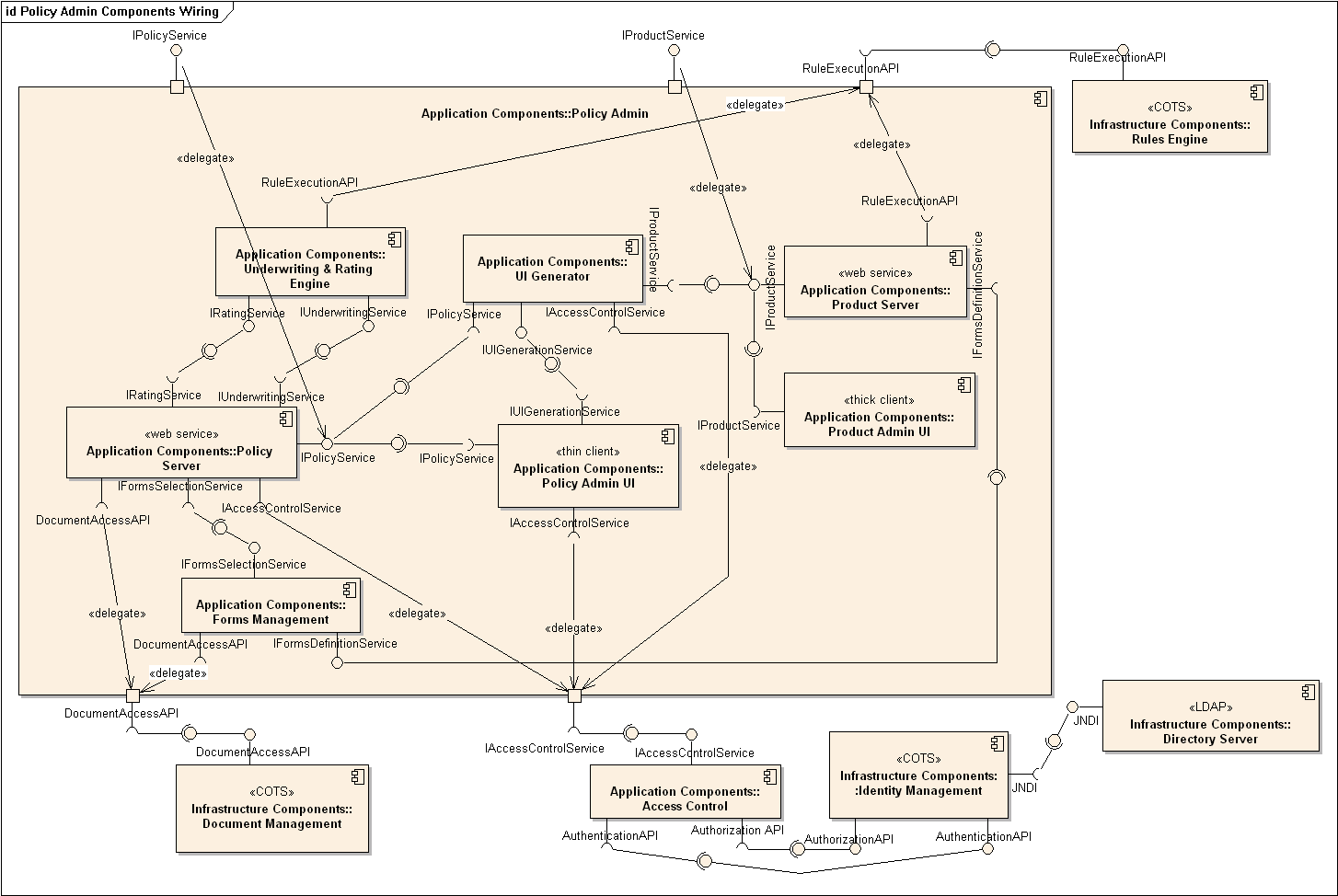
Diagramme de composants.

Le diagramme de composants décrit l'organisation du système du point de vue des éléments logiciels comme les modules (paquetages, fichiers sources, bibliothèques, exécutables), des données (fichiers, bases de données) ou encore d'éléments de configuration (paramètres, scripts, fichiers de commandes). Ce diagramme permet de mettre en évidence les dépendances entre les composants (qui utilise quoi).